# Oregon Convention Center
L'Oregon Convention Center est un centre de convention situé à Portland en Oregon aux États-Unis. Avec un total de 93 000 m2 d'exposition, le centre de convention fournit une surface accessible pour n'importe quel événement.

## Histoire
L' 'Oregon Convention Center fut inauguré en 1990 et rénové en 2003. 
En 2016, il accueille les Championnats du monde d'athlétisme en salle 2016.

## Événements
- Championnats du monde d'athlétisme en salle 2016